# Гейс-тер-Гейде (Утрехт)
Гейс-тер-Гейде (нід. Huis ter Heide) — село в нідерландській провінції Утрехт. Входить до муніципалітету Зейст.
Його площа становить 1,73 км², а населення станом на 2021 рік складало 1 285 осіб.
Перша згадка про населений пункт датується 1681 роком.

## Галерея

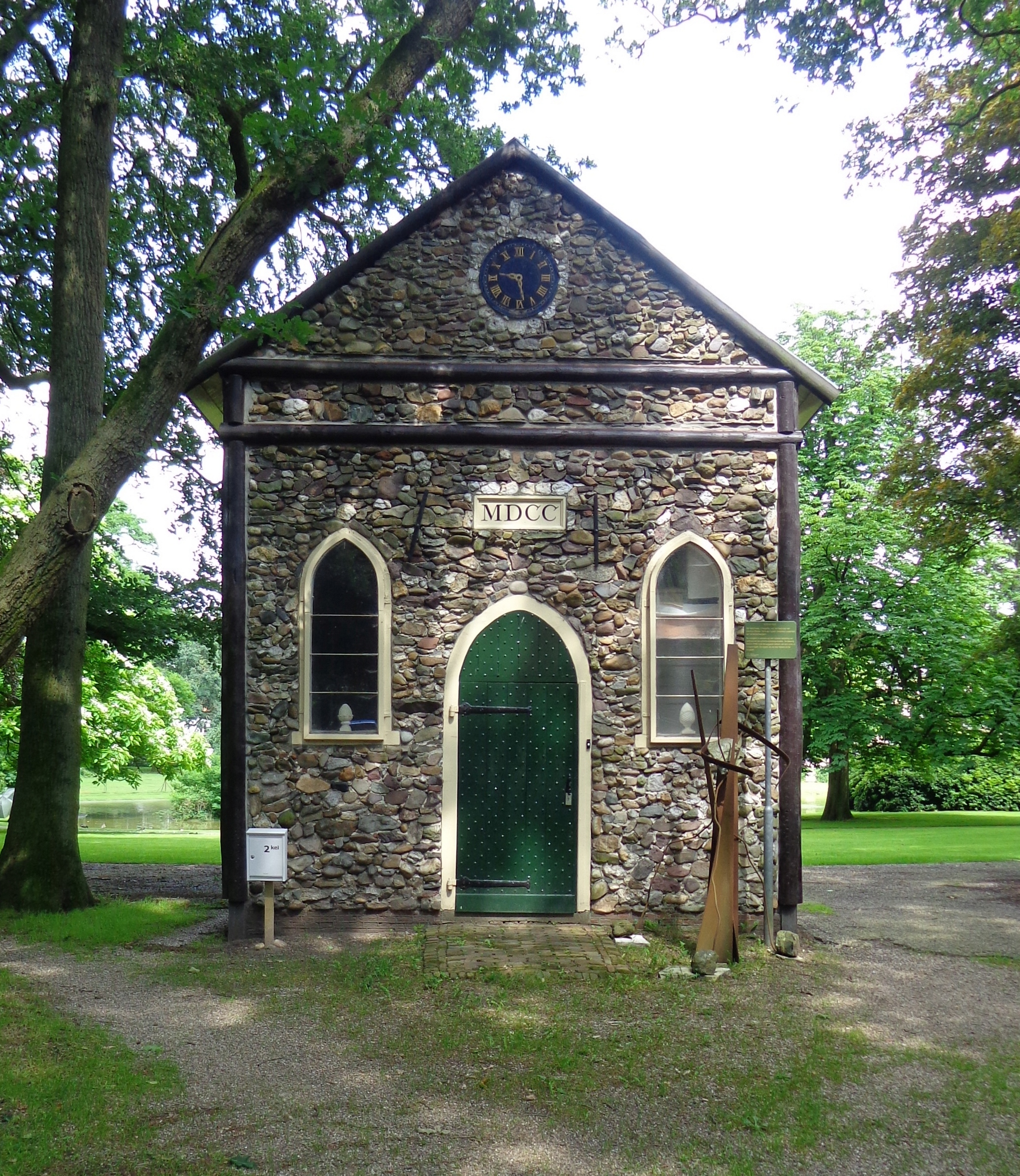
Чайний будиночок
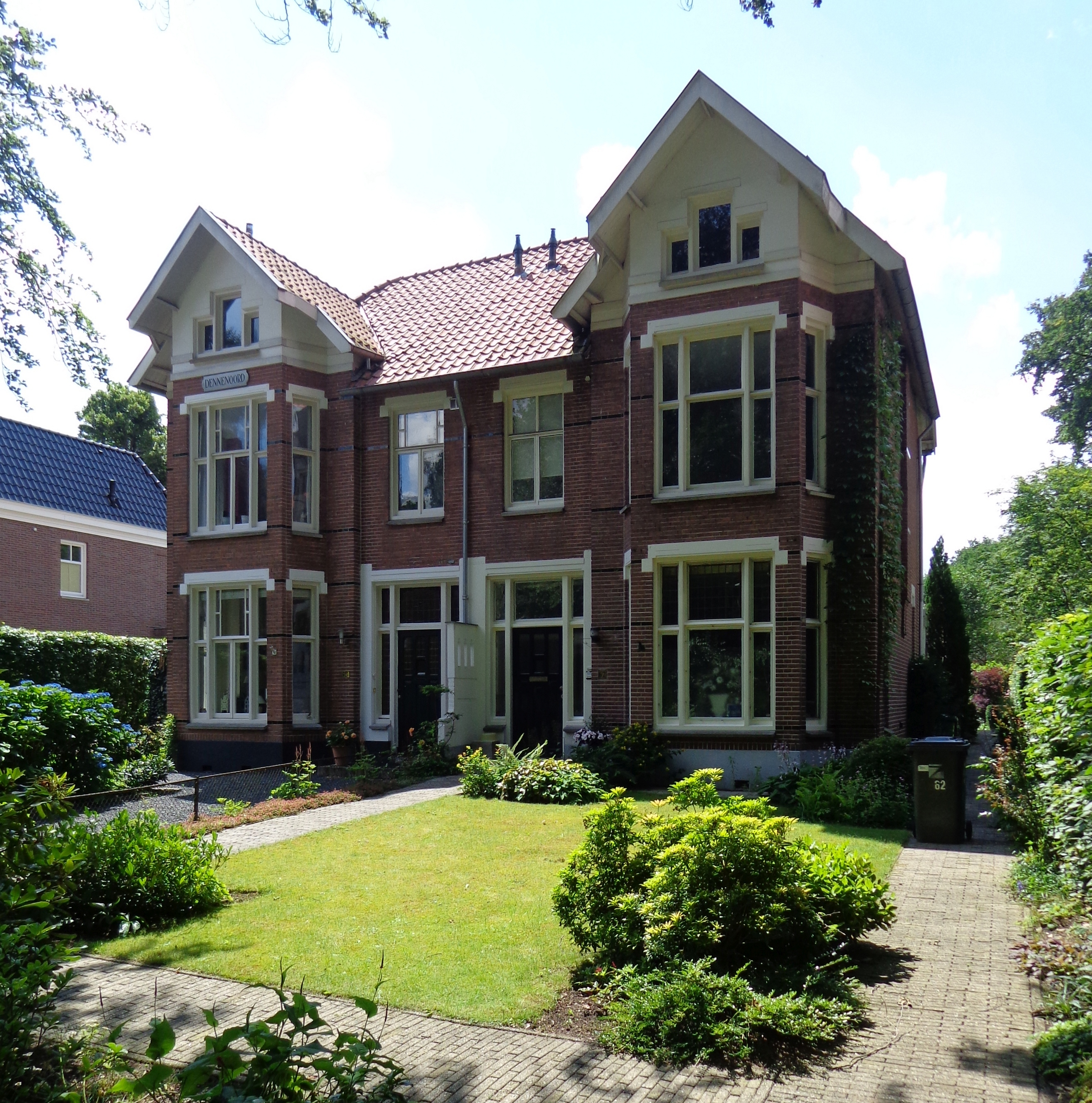
Будинок у селі
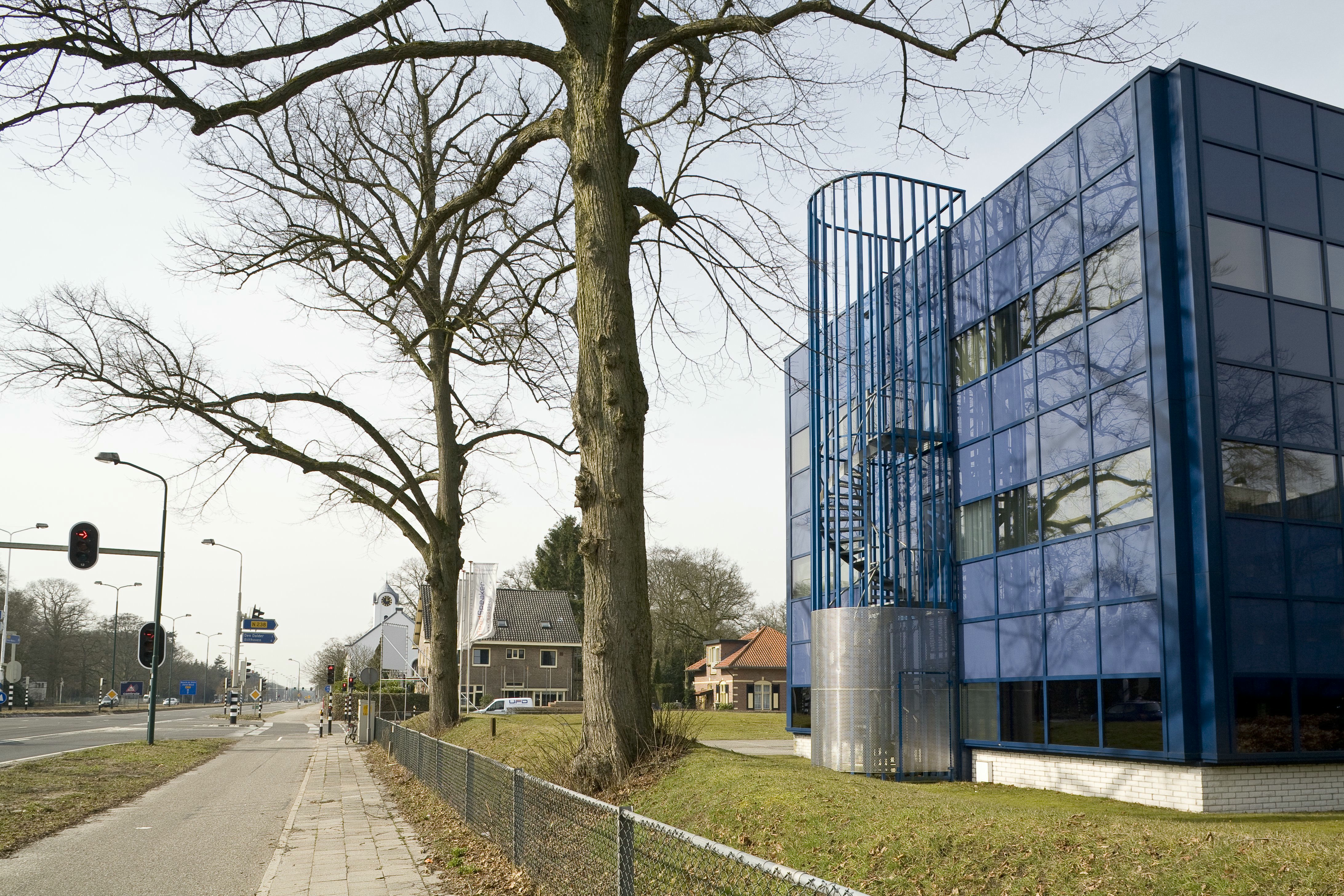
Офісна будівля у Гейс-тер-Гейде